# Janina Saxer-Juszko
Janina Saxer-Juszko, née Juszko le 27 mars 1961, est une coureuse de fond suisse d'origine polonaise. Elle a remporté le Grand Prix alpin en 1997 et 1998.

## Biographie
Janina se spécialise en marathon. Elle signe son meilleur temps en 2 h 40 min 16 s le 1er octobre 1989 en terminant 19e du marathon de Berlin et obtient deux médailles d'argent aux championnats de Pologne de marathon en 1992 et 1993.
Elle se met également à la course en montagne en 1992 et représente son pays au Trophée mondial de course en montagne en 1992 (où elle obtient son meilleur résultat, une vingtième place), 1994 et 1995.
En 1995, elle émigre en Suisse et se marie. Bien que n'ayant pas encore la nationalité suisse, elle représente son nouveau pays sur le plan sportif,.
Elle remporte sa première victoire au Swiss Alpine Marathon en 1997. Durant cette année, elle domine la saison du Grand Prix alpin en remportant la victoire à chacune des trois courses. Le 5 octobre, elle crée la surprise en décrochant la troisième marche du podium de Morat-Fribourg devant Fabiola Rueda-Oppliger.
Le 26 avril 1998, elle remporte le Big Sur Marathon sur un parcours modifié en raisons des dégâts causés par El Niño. Elle remporte les deux premières courses du Grand Prix alpin et remporte à nouveau la coupe.
Elle décroche la médaille d'argent aux championnats suisses de course en montagne derrière Fabiola Rueda-Oppliger le 21 mai 2000. Elle décroche à nouveau un podium à Morat-Fribourg en terminant deuxième derrière la Russe Svetlana Netchaeva.

## Palmarès

### Route
| Année | Compétition          | Lieu              | Place | Épreuve          | Temps           |
| ----- | -------------------- | ----------------- | ----- | ---------------- | --------------- |
| 1986  | Marathon de Varsovie | Varsovie          | 3e    | Marathon         | 2 h 55 min 35 s |
| 1988  | Marathon de Berlin   | Berlin            | 18e   | Marathon         | 2 h 42 min 50 s |
| 1989  | Marathon de Berlin   | Berlin            | 19e   | Marathon         | 2 h 40 min 16 s |
| 1990  | Romatona             | Rome              | 6e    | Marathon         | 2 h 48 min 27 s |
| 1990  | 100 km de Bienne     | Bienne            | 4e    | 100 km           | 8 h 43 min 5 s  |
| 1991  | Marathon de Wrocław  | Wrocław           | 4e    | Marathon         | 2 h 54 min 23 s |
| 1992  | Marathon de Hanovre  | Hanovre           | 9e    | Marathon         | 2 h 52 min 13 s |
| 1992  | Marathon de Wrocław  | Wrocław           | 2e    | Marathon         | 2 h 49 min 6 s  |
| 1993  | Marathon de Wrocław  | Wrocław           | 3e    | Marathon         | 2 h 51 min 35 s |
| 1993  | Marathon d'Essen     | Essen             | 5e    | Marathon         | 2 h 53 min 12 s |
| 1997  | Morat-Fribourg       | Fribourg          | 3e    | Course populaire | 1 h 3 min 58 s  |
| 1998  | Big Sur Marathon     | Carmel-by-the-Sea | 1re   | Marathon         | 2 h 46 min 24 s |
| 2000  | Morat-Fribourg       | Fribourg          | 2e    | Course populaire | 1 h 4 min 58 s  |

### Course en montagne
| no  | féminin            | Course                          | Longueur | Départ            | Temps           |
| --- | ------------------ | ------------------------------- | -------- | ----------------- | --------------- |
|     | Médaille d'argent  | Sertig-Lauf                     | 39 km    | 29 juillet 1995   | 3 h 4 min 58 s  |
|     | Médaille d'or      | Course de montagne du Danis     | 10,4 km  | 13 juillet 1997   | 48 min 19 s     |
|     | Médaille d'or      | Sertig-Lauf                     | 39 km    | 26 juillet 1997   | 2 h 56 min 48 s |
|     | Médaille d'or      | Course de Schlickeralm          | 11,2 km  | 17 août 1997      | 1 h 10 min 37 s |
|     | 4e                 | Marathon de la Jungfrau         | 42,2 km  | 6 septembre 1997  | 3 h 38 min 58 s |
|     | Médaille d'or      | Course de montagne du Hochfelln | 8,9 km   | 28 septembre 1997 | 50 min 27 s     |
|     | Médaille d'or      | Course de montagne du Danis     | 10,4 km  | 12 juillet 1998   | 49 min 30 s     |
|     | Médaille d'or      | Swiss Alpine Marathon K42       | 42 km    | 25 juillet 1998   | 3 h 34 min 24 s |
|     | Médaille d'or      | Course de Schlickeralm          | 11,2 km  | 9 août 1998       | 1 h 14 min 12 s |
|     | Médaille de bronze | Marathon de la Jungfrau         | 42,2 km  | 5 septembre 1998  | 3 h 29 min 18 s |
|     | Médaille d'argent  | Swiss Alpine Marathon K42       | 42 km    | 31 juillet 1999   | 3 h 47 min 3 s  |
|     | Médaille d'or      | Swiss Alpine Marathon K42       | 42 km    | 29 juillet 2000   | 3 h 40 min 50 s |
| 32e | Médaille d'or      | LGT Alpin Marathon              | 42,2 km  | 9 juin 2001       | 3 h 46 min 32 s |
|     | Médaille d'or      | Swiss Alpine Marathon K42       | 42 km    | 28 juillet 2001   | 3 h 50 min 58 s |
| 23e | Médaille d'argent  | LGT Alpin Marathon              | 42,2 km  | 15 juin 2002      | 3 h 54 min 17 s |
| 39e | Médaille d'argent  | Marathon de Zermatt             | 42,2 km  | 6 juillet 2002    | 4 h 11 min 55 s |
| 83e | 4e                 | Marathon de la Jungfrau         | 42,2 km  | 7 septembre 2002  | 3 h 40 min 49 s |
| 29e | Médaille de bronze | Marathon des Grisons            | 42,2 km  | 28 juin 2003      | 4 h 30 min 44 s |
| 32e | Médaille de bronze | Marathon de Zermatt             | 42,2 km  | 3 juillet 2004    | 3 h 55 min 55 s |

## Records
| Épreuve       | Performance     | Date             | Lieu       |
| ------------- | --------------- | ---------------- | ---------- |
| 3 000 mètres  | 9 min 26 s 80   | 11 août 1991     | Zabrze     |
| 5 000 mètres  | 16 min 50 s 44  | 4 juin 1987      | Grudziądz  |
| 10 000 mètres | 34 min 18 s 99  | 30 juillet 1988  | Sopot      |
| 5 kilomètres  | 16 min 54 s     | 14 juin 1998     | Berne      |
| 10 kilomètres | 35 min 25 s     | 30 novembre 1986 | Konin      |
| 10 miles      | 59 min 0 s      | 22 avril 2000    | Eiken      |
| 25 kilomètres | 1 h 33 min 20 s | 19 mars 1989     | Krapkowice |
| Marathon      | 2 h 40 min 16 s | 1er octobre 1989 | Berlin     |